# Lovitura de stat din Sudan din 2019
În dimineața zilei de 11 aprilie 2019, președintele sudanez Omar al-Bashir a fost înlăturat de la putere de forțele armate sudaneze pe fondul protestelor în curs de desfășurare, după ce s-a aflat în această funcție timp de aproape 30 de ani.

## Context
Începând cu 19 decembrie 2018, în Sudan, s-au declanșat o serie de demonstrații în mai multe orașe, din cauza creșterii drastice a costului vieții și a deteriorării economiei țării. În ianuarie 2019, protestele au mutat atenția de la chestiunile economice până la cereri de demisie a președintelui Sudanului Omar al-Bashir.
În februarie 2019, Bashir a decretat prima stare de urgență națională în douăzeci de ani în mijlocul tulburărilor tot mai mari.

## Lovitura de stat și urmările
La 11 aprilie, militarii sudanezi l-au îndepărtat pe Omar al-Bashir din funcția de președinte al Sudanului, au dizolvat cabinetul și legislativul național și au anunțat o stare de urgență de trei luni, urmată de o perioadă de tranziție de doi ani. Generalul-locotenent Ahmed Awad Ibn Auf, care era atât ministrul apărării din Sudan, cât și vicepreședintele Sudanului, s-a declarat șef de stat de facto, a anunțat suspendarea constituției țării și a impus o perioadă de interdicție a prezenței pe străzi de la ora 22 până la ora 4 ordonând dizolvarea protestelor aflate în desfășurare. Împreună cu Legislativul Național și guvernul național, au fost dizolvate și guvernele de stat și consiliile legislative din Sudan.
Mass-media de stat a raportat că toți deținuții politici, inclusiv liderii protestelor împotriva lui Bashir, au fost eliberați din închisoare. Partidul Congresului Național al lui Al-Bashir a răspuns anunțând organizarea un miting care să îl susțină pe președintele îndepărtat. Soldații au percheziționat, de asemenea, birourile Mișcării Islamice, principala aripa ideologică a Congresului Național, de la Khartoum.
La 12 aprilie, guvernul militar a convenit să scurteze durata guvernării sale la „o lună” și să transfere controlul către un guvern civil, în cazul în care negocierile ar putea conduce la formarea unui nou guvern. În acea seară, Auf a demisionat din funcția de președinte al consiliului militar și l-a numit pe gen. lt. Abdel Fattah al-Burhan, care era inspectorul general al forțelor armate, ca succesor al său. Aceasta a urmat protestelor apărute împotriva deciziei sale de a nu-l extrăda pe Bashir Curții Penale Internaționale. Demisia a fost privită ca un „triumf” de către protestatari. Burhan este considerat a avea un dosar mai curat decât ceilalți generali al lui Al-Bashir și nu este urmărit pentru crime de război de către vreo instanță internațională. El a fost unul dintre generalii care s-au adresat protestatarilor în timpul săptămânii când și-au construit o tabără lângă cartierul general militar, întâlnindu-se cu aceștia față în față și ascultând opiniile lor.
În ciuda impunerii interdicției pe timpul nopții, protestatarii au rămas pe străzi. La data de 13 aprilie, Burhan a anunțat în primul său mesaj televizat că interdicția impusă de Auf a fost ridicată și că a fost emis un ordin pentru a finaliza eliberarea tuturor deținuților închiși în baza legilor de urgență date de Bashir. Cu câteva ore înainte, membrii consiliului militar de guvernământ au emis o declarație către televiziunea sudaneză, anunțându-se că Burhan a acceptat demisia șefului serviciilor de informații și securitate Salah Gosh. Gosh a supravegheat represiunea protestatarilor care s-au opus lui al-Bashir. Ca urmare a acestor anunțuri, discuțiile dintre protestatari și militari privind trecerea la un guvern civil au început oficial.
Într-o declarație, câțiva activiști sudanezi, inclusiv cei ai Asociației Profesioniștilor din Sudan și Partidului Comunist Sudanez, au denunțat consiliul militar de tranziție ca guvern al „acelorași fețe și entități împotriva cărora s-au revoltat oamenii noștri”. Activiștii au cerut ca puterea să fie predată unui guvern civil. La 12 aprilie, generalul Omar Zein al-Abideen, membru al Consiliului militar de tranziție de guvernământ, a anunțat că transferul guvernului sudanez către o guvernare civilă va avea loc „în primele luni când se formează un guvern” și se oferă să înceapă discuțiile cu protestatarii pentru a începe această tranziție. La 14 aprilie 2019, a fost anunțat că consiliul a fost de acord ca protestatarii să nominalizeze un prim-ministru civil și ca civilii să fie în fruntea fiecărui minister cu excepția Ministerului Apărării și a Internelor. În aceeași zi, purtătorul de cuvânt al consiliului militar, Shams El Din Kabbashi Shinto, a anunțat că Auf a fost înlăturat ca ministru al apărării și generalul locotenent Abu Bakr Mustafa au fost numit în locul lui Gosh ca șef al Serviciului Național de Informații și Securitate (NISS).
Pe 15 aprilie 2019, Shams al-Din Kabbashi a anunțat că „Partidul Congresului Național (PNC) nu va participa la vreun guvern de tranziție”. În ciuda faptului că i s-a interzis participarea la un guvern de tranziție, PNC nu i s-a interzis să participe la viitoarele alegeri. Proeminentul activist Mohammed Naji al-Asam a anunțat că și între militari și protestatari a crescut încrederea în urma mai multor discuții și a eliberării mai multor deținuți politici, în ciuda unei încercări prost organizate de armată de a dispersa situația. De asemenea, s-a anunțat că consiliul militar a fost restructurat, începând cu numirile general-colonelului Hashem Abdel Muttalib Ahmed Babakr în calitate de șef al armatei și a general-colonelului Mohamed Othman al-Hussein în funcția de adjunct al șefului armatei.
Pe 15 aprilie, Uniunea Africană a dat Sudanului 15 zile pentru a instala un guvern civil. În cazul în care consiliul militar de guvernământ nu se conformează, Sudan va fi suspendat ca membru al UA. Pe 16 aprilie, consiliul militar a anunțat că Burhan a colaborat din nou cu cerințele protestatarilor și i-a demis pe cei trei procurori importanți, printre care procurorul-șef Omar Ahmed Mohamed Abdelsalam, procurorul public Amer Ibrahim Majid și procurorul adjunct Hesham Othman Ibrahim Saleh. În aceeași zi, două surse importante au anunțat CNN că Bashir, fostul său ministru de interne Abdelrahim Mohamed Hussein și Ahmed Haroun, fostul șef al partidului de guvernământ, vor fi acuzați de corupție și de moartea protestatarilor.

## Soarta lui al-Bashir și a aliaților săi
După ce a fost reținut, al-Bashir a fost inițial plasat sub arest la domiciliu sub pază mare; garda de corp personală a fost eliberată. Locotenentul general Omar Zein Alabedin, membru al Consiliului Militar de Tranziție, a declarat că guvernul militar nu îl va extrăda pe al-Bashir la Haga pentru a fi acuzat de Curtea Penală Internațională, unde al-Bashir este subiectul unui mandat de arestare pentru acuzații de crime împotriva umanității și a crimelor de război în legătură cu genocidul din Darfur în perioada 2003-2008. Al-Abideen a declarat, totuși, că guvernul militar va încerca să-l acuze pe al-Bashir în Sudan.
Mai mult de 100 de aliați ai lui al-Bashir, inclusiv premierul Mohamed Taher Ayala, liderul Partidului Congresului Național Ahmed Haroun, membrul Congresului Național Awad Al-Jaz, fostul ministru al apărării și guvernatorul statului Khartoum Abdel Rahim Mohammed Hussein, vicepreședinții Bakri Hassan Saleh și Ali Othman Taha au fost, de asemenea, arestați. Mai multe persoane care au servit în guvernul lui Al-Bashir au fost arestate pe 14 aprilie 2019. Printre cei arestați pe 14 aprilie au fost șeful sectorului politic al partidului, Abdel Rahman al-Khidir, fostul ministru de interne Ibrahim Mahmoud, fostul ministru al afacerilor prezidențiale, Fadl Abdallah și șeful sectorului de tineret al partidului, Mohamed al-Amin.
La 17 aprilie 2019, doi funcționari ai închisorii, precum și membrii familiei lui al-Bashir, au confirmat că al-Bashir a fost transferat din palatul prezidențial, unde fusese plasat în arest la domiciliu, la închisoarea de securitate maximă Kobar din Khartoum. S-a anunțat că al-Bashir este înconjurat de o securitate strictă și se află izolat, fiind aceeași închisoare în care al-Bashir a reținut prizonieri politici în timpul domniei sale la putere. Aceasta s-a întâmplat la o zi după ce Ministrul Afacerilor Externe al Ugandei, Henry Oryem Okello, a anunțat că oferă azil în Uganda fostului președinte al Sudanului. Mai mulți alți aliați ai lui al-Bashir sunt reținuți și se află în închisoare.  Informațiile despre transferul lui al-Bashir au fost ulterior confirmate Al Jazeera de către un gardian al închisorii. Purtătorul de cuvânt al consiliului militar Shams Eldin Kabashi a adăugat că doi dintre frații lui Al-Bashir, Abdullah al-Bashir și Alabas al-Bashir, au fost, de asemenea, arestați.

## Reacții internaționale

### Organizații suprastatale
- ONU: Organizația Națiunilor Unite a dat o declarație prin care solicită noului guvern să nu folosească violența împotriva protestatarilor pașnici.[52]
- Uniunea Africană: Uniunea Africană a condamnat lovitura de stat, spunând că această mișcare nu este răspunsul adecvat la provocările cu care se confruntă Sudanul și aspirațiile poporului său.[53]
- Uniunea Europeană: UE a declarat că monitorizează situația din Sudan și invită toate părțile să se abțină de la violență și să găsească o modalitate de a asigura o tranziție pașnică.[54]

### Alte țări
- Egipt: Guvernul Egiptului și-a exprimat sprijinul pentru poporul sudanez.[55]
- Franța: Guvernul francez urmărește îndeaproape situația în curs de dezvoltare, solicitând ca vocea poporului sudanez să fie ascultată și susține procesul de pace.[56]
- Germania: Guvernul german a cerut o soluție pașnică pentru a dezamorsa criza.[57]
- Rusia: Mulți parlamentari ruși au condamnat organizatorii loviturii de stat.[58]
- Arabia Saudită: Arabia Saudită a salutat noile evoluții și a promis ajutor economic.[59]
- Turcia: Președintele turc Recep Tayyip Erdogan a declarat că speră că un „proces democratic normal” va reveni în Sudan.[60]
- Emiratele Arabe Unite: EAU a salutat noile evoluții.[59]
- Statele Unite: Statele Unite au lansat o declarație în sprijinul tranziției pașnice către un guvern condus de civili în termen de doi ani.[52]